# Dominic Perrottet
Dominic Perrottet é um político australiano, que serviu como 45º premier de Nova Gales do Sul entre 2021 e 2023. Em outubro de 2021, ele substituiu Gladys Berejiklian como premier de Nova Gales do Sul e líder do Partido Liberal de Nova Gales do Sul. Antes disso, ele foi tesoureiro do Parlamento de Nova Gales do Sul. Ele é o premier mais jovem do estado, aos 39 anos de idade quando foi eleito.